# Komatsu (Ehime)
El Pueblo de Komatsu (小松町 Komatsu-chō?) fue un pueblo del distrito de Shuso en la región de Toyo (東予地方 Tōyo-chihō?) de la prefectura de Ehime.

## Características
Limitaba con las ciudades de Saijo y Toyo, el Pueblo de Tanbara (en la actualidad parte de la Ciudad de Saijo), y la Villa de Omogo del Distrito de Kamiukena (actualmente es parte del Pueblo de Kumakogen.
Se encuentra en la base del monte Ishizuchi.
El 1° de noviembre de 2004 se integra a la Ciudad de Saijo junto a la Ciudad de Toyo y el Pueblo de Tanbara, desapareciendo como localidad.

## Accesos

### Autopistas
- Autovía de Matsuyama
  - Empalme Iyokomatsu

- Autovía Imabari-Komatsu
  - Empalme Iyokomatsu
  - Intercambiador Iyokomatsu
  - Intercambiador Iyokomatsukita

### Rutas
- Ruta Nacional 11
- Ruta Nacional 196

### Ferrocarril
- Línea Yosan
  - Estación Iyokomatsu